# مسجد بونتياناك الكبير
مسجد بونتياناك الكبير والمعروف أيضا باسم مسجد السلطان الشريف عبد الرحمن، المسجد هو أقدم وأكبر مسجد في مدينة بونتياناك الواقعة في غرب كالمنتان في إندونيسيا، المسجد هو واحد من اثنين من المباني التي تشكل علامة تأسيس مدينة بونتياناك في عام 1771 من قبل السلطان عبد الرحمن القدري.

## التاريخ
كان مؤسس المسجد في مدينة بونتياناك هو الشريف عبد الرحمن القدري. وهو من أصل عربي، وهو أيضا ابن الحبيب حسين وهو واعظ للإسلام في جاوة، جاء الحبيب حسين إلى حكومة ماتان في 1733، ثم تزوج من ابنة ملك متان (الآن كيتابانغ) السلطان كمال الدين وولد له الشريف عبد الرحمن القدري، الذي واصل خطى والده في بث ونشر الإسلام.

## البناء
تم بناء المسجد من القش والبناء من الخشب، توفي الشريف عبد الرحمن في عام 1808 وكان لديه ابن اسمه الشريف عثمان، عندما توفي والده كان الشريف عثمان مجرد طفل، فاستكمل البناء الشريف قاسم وهو أخو الشريف عبد الرحمن، ونجح باسم سلطان بونتياناك (1822 - 1855) من إكمال البناء ولكنه لم ينتهي، ثم أعقب بناء المسجد الشريف عثمان، وتم تسمية المسجد باسم مسجد الشريف عبد الرحمن تكريمًا وتخليدًا لذكراه والخدمات التي قدمها. وقد تعلم العديد من العلماء البارزين في مسجد جامع السلطان عبد الرحمن، والقائمة تشمل محمد قدري وحبيب عبد الله الزواوي والشيخ الزواوي والشيخ مدني والجبار إسماعيل وإسماعيل كلنتن. جامع بونتياناك الكبير يمكن أن يستوعب حوالي 1500 مصلي في وقت واحد، وتبلغ المسجد قدرته الاستيعابية وتزيد عليها ويمتلئ في وقت الصلاة في صلاة الجمعة وصلاة التراويح في شهر رمضان. على الجانب الأيسر من مدخل المسجد هناك سوق السمك التقليدي في المدينة، وفي خلفية المسجد هناك مياه ضحلة، يتبعها مستعمرة كثيفة من سكان القرية، أما أمام مسجد بونتياناك فمقر سكنه يواجه المسجد من جهة الغرب، ويقع المسجد على نهر كابواس.

## العمارة
هناك ستة أعمدة من الخشب طويلة يبلغ قطرها نصف متر تنتشر في أجزاء المسجد وتمثل دعامة له، وهناك أيضا ستة أعمدة أخرى شاهقة تمتد إلى سقف المسجد وساحة المسجد، للمسجد منبر حيث يستخدم وقت الخطبة وهو يشبه سطح السفينة، وعلى الجانب الأيمن والأيسر من المسجد هناك منبر من الخشب وفيه كتابة مخطوطة على سقفه، ما يقرب من 90٪ من بناء المسجد هو من الخشب ومشتقاته، السقف مكون من أربعة طوابق، على المستوى الثاني من السقف هناك نوافذ زجاج ملونة صغيرة، بينما في الجزء العلوي سقف يشبه برعم زهرة أو ستوبا، توجد النوافذ جنبا إلى جنب مع المدخل، وهي ذات حجم كبير، المسافة بين أرضية المسجد والأرض ما يقرب من 50 سم، ولكن وفقًا لأحد الشباب المحليين الطابق الأعلى يرتفع بالمسجد من الأرض إلى حوالي مترين، ومؤخرا خضع المسجد لتحديث وترميم، وتم إعادة بنائه بالإسمنت.